# Challenger Casablanca San Ángel 2004
Il Challenger Casablanca San Ángel 2004 è stato un torneo di tennis facente parte della categoria ATP Challenger Series nell'ambito dell'ATP Challenger Series 2004. Il torneo si è giocato a Città del Messico in Messico dal 15 al 21 marzo 2004 su campi in terra rossa.

## Vincitori

### Singolare
Florian Mayer ha battuto in finale  Adrián García con il punteggio di 6–4, 6–3

### Doppio
Ashley Fisher /  Tripp Phillips hanno battuto in finale  Federico Browne /  Rogier Wassen con il punteggio di 6–4, 2–6, 6–3